# The Rising
The Rising är ett musikalbum av Bruce Springsteen utgivet av skivbolaget Columbia Records den 30 juli 2002. Det var Springsteens första studioalbum på 7 år och det första på 19 år där kompbandet E Street Band medverkar fullt ut. Soozie Tyrells fiolspel har en framträdande roll på många spår.
Albumet skrevs delvis som en reflektion över 11 september-attackerna 2001 och blev väl mottaget av såväl kritiker som allmänheten. Det nådde bland annat förstaplatsen på försäljningslistan i både USA och Storbritannien. Det vann också en Grammy Award för bästa rockalbum och titelspåret "The Rising" vann ytterligare två.
Världsturnén nådde Sverige för 3 spelningar. 24 oktober 2002 spelade Springsteen med E Street Band på Globen, och återvände till Ullevi för två spelningar den 21 och 22 juni 2003.

## Låtlista
Samtliga låtar skrivna av Bruce Springsteen.
1. "Lonesome Day" - 4:08
2. "Into the Fire" - 5:04
3. "Waitin' on a Sunny Day" - 4:18
4. "Nothing Man" - 4:23
5. "Countin' on a Miracle" - 4:44
6. "Empty Sky" - 3:34
7. "Worlds Apart" - 6:07
8. "Let's Be Friends (Skin to Skin)" - 4:21
9. "Further On (Up the Road)" - 3:52
10. "The Fuse" - 5:37
11. "Mary's Place" - 6:03
12. "You're Missing" - 5:10
13. "The Rising" - 4:50
14. "Paradise" - 5:39
15. "My City of Ruins" - 5:00

## Listplaceringar
| År   | Land                | Lista                                   | Plats | Ref    |
| ---- | ------------------- | --------------------------------------- | ----- | ------ |
| 2002 | USA                 | Billboard 200                           | 1     | [ 2 ]  |
| 2002 | Kanada              | Canadian Albums Chart                   | 1     | [ 3 ]  |
| 2002 | Storbritannien      | UK Albums Chart                         | 1     | [ 4 ]  |
| 2002 | Sverige             | Sverigetopplistan                       | 1     | [ 5 ]  |
| 2002 | Norge               | VG-lista                                | 1     | [ 6 ]  |
| 2002 | Danmark             | Tracklisten                             | 1     | [ 7 ]  |
| 2002 | Finland             | Finlands officiella lista               | 1     | [ 8 ]  |
| 2002 | Nederländerna       | Megacharts                              | 1     | [ 9 ]  |
| 2002 | Italien             | Federazione Industria Musicale Italiana | 1     | [ 10 ] |
| 2002 | Tyskland            | Top 100 Albums                          | 1     | [ 11 ] |
| 2002 | Schweiz             | Schweizer Hitparade                     | 2     | [ 12 ] |
| 2002 | Österrike           | Ö3 Austria Top 40                       | 2     | [ 13 ] |
| 2002 | Belgien (Flandern)  | Ultratop 50                             | 2     | [ 14 ] |
| 2002 | Belgien (Vallonien) | Ultratop 40                             | 3     | [ 15 ] |
| 2002 | Australien          | ARIA Charts                             | 4     | [ 16 ] |
| 2002 | Nya Zeeland         | Official New Zealand Music Chart        | 12    | [ 17 ] |